# Evžen Plocek
Evžen Plocek (29. října 1929 Jihlava – 9. dubna 1969 Jihlava) se v roce 1969 upálil na protest proti okupaci Československa a normalizaci, obdobně jako Jan Palach; jeho čin však nebyl tolik znám a ani dnes není tolik připomínán.

## Život
Pocházel z dělnické katolické rodiny, v mládí byl členem křesťanské tělocvičné jednoty Orel. Od roku 1943 se začal učit nástrojařem u firmy Lineol-Werke. Po svém vyučení nalezl profesní uplatnění jako nástrojař v tehdy nově založeném národním podniku Motorpal v Jihlavě, ve kterém zůstal zaměstnán až do své tragické smrti. Po absolvování základní vojenské služby v letech 1950–1952 se vrátil do Motorpalu. V roce 1953 byl zvolen za člena závodního výboru Revolučního odborového hnutí. Ve stejném roce se oženil se Zdenkou Dolínkovou, za necelé dva roky se jim narodil syn Jiří.

### KSČ
Roku 1955 se stal členem ústředního výboru ROH. V témže roce odešel z nářaďovny a ujal se řízení ZV ROH jako jeho předseda. V této funkci byl také přijat do KSČ. Večerně vystudoval střední školu strojnickou a v roce 1958 začal dálkově studovat dvouletý obor zahraniční obchod na Vysoké škole ekonomické v Praze. Po jejím ukončení zanechal činnosti předsedy ZV ROH. Začal pracovat jako referent obchodně technické služby a zanedlouho se stal vedoucím tohoto oddělení. V roce 1967 byl zvolen členem celozávodního výboru KSČ, kde patřil ke křídlu progresivistů. Den po sovětské okupaci se spolu s dalšími dvanácti delegáty z Jihlavy zúčastnil XIV. mimořádného sjezdu KSČ v Praze-Vysočanech (jako svého zástupce jej zvolil celozávodní výbor KSČ v Motorpalu). Tehdy byl reformním komunistou a vášnivým stoupencem pražského jara. Stále ještě věřil, že se situace zlepší. Krátce po vysočanském sjezdu vyjádřil svoje pocity v dopise, který nazval „Nevytrhneš, nespálíš“! Vyjádřil v něm naději, že násilí pouze dočasně zvítězilo. Pocit zklamání a rezignace v jeho uvažování nastal v březnu 1969 po útoku rozvášněného davu, vedeného provokatéry z StB, na kancelář Aeroflotu v Praze na Václavském náměstí (po dvojnásobném hokejovém vítězství nad "protivníkem z východu" na MS 1969) a následném utužení normalizace. Možná i z těchto důvodů se rozhodl pro svůj demonstrativní čin. 

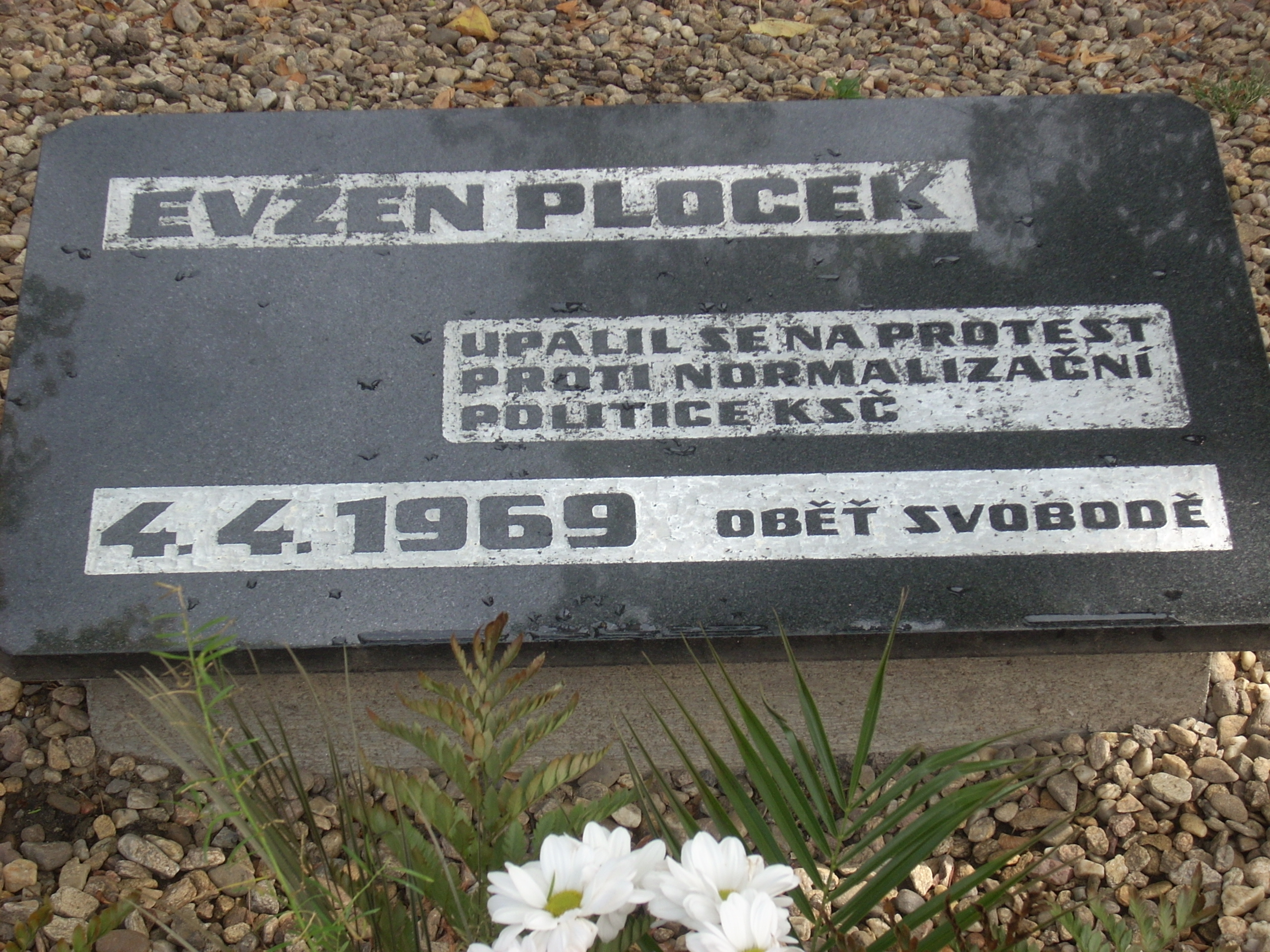
Pamětní deska Evžena Plocka na Masarykově náměstí v Jihlavě

### Upálení 4. 4. 1969
Na Velký pátek 4. dubna 1969 proseděl Plocek několik hodin v dnes již neexistující vinárně Alfa v dolní části Masarykova náměstí v Jihlavě. Z kavárny šel do drogerie v Palackého ulici, kde si koupil dvě lahve nitrocelulózového ředidla. Poté došel na horní část náměstí, kde kolem morového sloupu v té době stály stánky a na pult střelnice odhodil letáky s nápisy: Pravda je revoluční – Antonio Gramsci a Jsem pro lidskou tvář, nesnesu necit – Evžen. Gramsciho citát pocházel z hlavičky časopisu Politika, jehož vydávání bylo krátce předtím zastaveno (poslední vydání s mottem: "Pravda je revoluční. Antonio Gramsci." vyšlo 27. 3. 1969). Následně se Plocek zapálil, běžel směrem k radnici a okolo kašny, kde padl na zem. Odtud jej odvezla sanitka. S diagnózou popálenin II. a III. stupně na třech čtvrtinách povrchu těla 9. dubna 1969 v jihlavské nemocnici zemřel. Zpráva StB udává, že v okamžiku převozu do nemocnice byla hladina alkoholu v jeho krvi 2,9 promile (což odpovídá stádiu těžké opilosti). Zpráva StB však také mohla být účelově zmanipulována.

### Pohřeb a ohlas v tisku
Pohřeb se uskutečnil v sobotu 12. 4. 1969 a měl demonstrativní charakter, od Motorpalu až k jihlavskému ústřednímu hřbitovu kráčelo za Plockovou rakví dlouhé procesí s československou vlajkou, účastnilo se ho kolem 5000 lidí, včetně vedení Okresního výboru KSČ v Jihlavě, celkově byl pohřeb poslední prezentaci jednoty větší části jihlavské veřejnosti, po níž následuje přizpůsobení se nové normalizační situaci.O jeho činu se zmínil jen místní tisk kratšími zprávami: v prvním povelikonočním vydání referoval o Plockově činu jihlavský deník Jiskra, zprávu o upálení zveřejnily i závodní noviny Tryska národního podniku Motorpal, 11. 4. 1969 Jiskra referovala o jeho úmrtí. Povědomí o jeho oběti se mimo Jihlavu dostalo ve větším měřítku až koncem osmdesátých let, když reportáž o něm v samizdatové revue Alternativa publikovala spisovatelka Eva Kantůrková.

## Hodnocení Plockova činu
Od Jana Palacha a Jana Zajíce odlišuje Plocka především věk, v den upálení mu bylo 39 let, nejednalo se tedy o mladého idealistu nezatíženého rodinnými závazky a zkušenostmi. Plocek měl manželku a patnáctiletého syna, kterým nezanechal žádný dopis na rozloučenou, oba letáky, které před svým zapálením odhodil na pult střelnice, jsou jednak heslovité a jednak směřují čistě k situaci politické, nemají žádný osobní podtext. Od Palacha a Zajíce jej také odlišuje členství v KSČ, do níž vstoupil v padesátých letech, v době politických čistek a represí a z níž nikdy nevystoupil, i když by to jeho činu jistě dodalo mnohem větší váhu. Snad kvůli zkratkovitým heslům zanechaným na odhozených letácích či kvůli působení normalizační cenzury a dezinformací StB se okolo osoby Evžena Plocka kupí problematická tvrzení a polopravdy.

### Námitky
Problematická především zůstává hladina alkoholu v Plockově krvi, Kantůrková zmiňuje dva panáky rumu, které si dal na kuráž, lékařská zpráva ve vyšetřovacím spise StB obsahuje dobrozdání dr. Juříčka z jihlavské nemocnice datované 8. 10. 1969, podle něhož Plocek na dotaz uvedl, že dne 4. 4. 1969 vypil „2dcl vína, 1 rum, 1x 12 st. pivo“, v tomto případě však může jít o cílenou dezinformaci StB. Závažné připomínky v Plockův neprospěch vznesl též Martin Herzán, když upozornil na problematickou osobnost pplk. Mojmíra Doubka, který pravděpodobně hladinu alkoholu v Plockově krvi vědomě zamlčel, nevyslechl důležité svědky a k Plockovi umírajícímu na těžké popáleniny zabránil přístupu všem, s výjimkou jeho rodiny. Herzán totiž uvádí, že Plocek byl šoumen a hráč, na což navazuje úvahou nad faktem, že měl s sebou v době činu jen jedinou zápalku a mohl tedy sám se sebou hrát jakousi ruskou ruletu. Zmiňuje též, že v daný den Plocka bolely zuby a letmo zmiňuje, že se snad zklamal i v lásce. Zpochybňuje též v některých pramenech citovaná svědectví Plockových přátel o tom, co jim říkal v nemocnici, protože podle dochovaných materiálů se podle Herzána za Plockem do nemocnice dostala pouze rodina a vyšetřovatelé StB. Ministerstvo obrany ČR však ve svém rozhodnutí ze dne 30. srpna 2018 označilo Plockovu oběť za politický čin: "Pokud se týká samotného jednání, nemůže ministerstvo jinak než konstatovat, že šlo o jednání v reakci na okupaci Československa vojsky Varšavské smlouvy a s tím související změnou na československé politické scéně."

### Vyznamenání
Evžen Plocek je nositelem Vyznamenání Zlaté lípy in memoriam, uděleného 11. listopadu 2009 ministrem obrany ČR, Čestné medaile T. G. Masaryka, udělené Masarykovým demokratickým hnutím in memoriam 4. března 1999 a Zlaté medaile T.G. Masaryka, udělené in memoriam Masarykovou demokratickou akademií 9. října 2013. Plocek byl dvakrát navrhnut na udělení čestného občanství města Jihlavy. Napoprvé, v roce 2013, mu uděleno nebylo, teprve po druhém návrhu dne 11. dubna 2017 bylo Evženu Plockovi počtem 22 z 36 hlasů uděleno čestné občanství města Jihlavy in memoriam.

## Připomínky
- Pamětní deska Evženu Plockovi v Jihlavě[12]